# Ilaisa Kacisolomone
Le lieutenant-colonel Ilaisa Kacisolomone, né vers 1948 et mort en février 2019, est un militaire fidjien.

## Biographie
Originaire de l'île de Moce dans l'archipel de Lau et joueur de l'équipe des Fidji de cricket (en) dans sa jeunesse, Ilaisa Kacisolomone s'engage dans les Forces militaires royales fidjiennes (Royal Fiji Military Forces) en juillet 1969, un an avant l'indépendance de cette colonie britannique. Déployé notamment dans la Force intérimaire des Nations unies au Liban, il est plusieurs fois décoré et atteint le grade de lieutenant-colonel.
À l'issue du coup d'État militaire de 1987 aux Fidji, il est nommé ministre de la Jeunesse et des Sports dans le régime militaire du colonel Sitiveni Rabuka,, et maintenu à cette fonction dans le gouvernement civil de transition que dirige le grand chef Ratu Sir Kamisese Mara de 1987 à 1992.
Il prend sa retraite des forces armées en août 1994. Au début des années 2000, il préside la cour martiale qui juge les soldats ayant pris part à une mutinerie en marge du coup d'État civil de l'an 2000. En 2004 il devient le président de l'Association fidjienne de cricket, fonction qu'il conservera le restant de sa vie. Il se consacre également à promouvoir la compréhension mutuelle et l'entente entre les différentes communautés ethniques des Fidji, notamment les autochtones et les Indo-Fidjiens, en menant des discussions dans les villages,. Il meurt en février 2019 à l'âge de 71 ans.